# 轮花木蓝
轮花木蓝（学名：Indigofera subverticellata）为豆科木蓝属下的一个种。

## 扩展阅读
維基物種上的相關：轮花木蓝